# Néo-franquisme

Drapeau officiel de l'Espagne sous le franquisme.

Le néo-franquisme est un courant politique d'extrême droite surgi en Espagne dans la dernière décennie de la dictature franquiste défendant un retour aux principes originels du régime, en opposition aux propositions aperturistas — favorables à l'ouverture du régime — de certains politiciens franquistes, qui prétendaient y introduire certains changements afin de le rendre plus conforme aux transformations que la société espagnole connaissait alors. Les néo-franquistes se distinguaient des « immobilistes », eux aussi contraires à l'ouverture, en ce qu'ils étaient involutionnistes, c'est-à-dire qu'ils souhaitaient rester fidèles à l'« esprit du 18 juillet » (l'exaltation de la victoire du camp franquiste dans la « croisade »), ce qui impliquait l'abrogation de certaines lois déjà approuvées, comme la loi organique de l'État de 1967, promue par les « immobilistes », et la loi sur la presse de 1966, promue par les « aperturistas ». Les deux principales organisations néo-franquistes furent Fuerza Nueva, constitué à partir de la revue homonyme fondée en 1966, dont le leader était Blas Piñar, et la Confédération nationale des anciens combattants, dirigée par l'ancien ministre franquiste et  camisa vieja de Falange Española de las JONS José Antonio Girón de Velasco ; elles formaient le noyau dur de ce qu'on appelait le búnker.

## Contexte
Dans les années 1960, les politiciens franquistes se posèrent la question de l'avenir du régime après la mort du generalísimo Francisco Franco (qui avait eu 70 ans en 1962). Deux postures émergèrent :
- Celle des « immobilistes », dont le projet consistait à assurer la continuité du régime franquiste et à maintenir son cadre institutionnel et ses principes tels qu'ils étaient définis dans les Lois fondamentales du Royaume à travers l'instauration (et non la restauration) de la monarchie (« catholique, sociale et représentative », et non la monarchie libérale qui avait été renversés en 1931) en la personne du fils de Juan de Borbón, Juan Carlos, qui depuis 1950 était sous la tutelle du Caudillo . Les « immobilistes » étaient composés par la majorité des « technocrates » liés à l'Opus Dei et dont le membre le plus prééminent était l'amiral Carrero Blanco — principal conseiller du Caudillo et président du gouvernement de facto — et par la « vieille garde » phalangiste du Movimiento Nacional[5].
- Celle des «aperturistas» qui proposait d'introduire quelques changements conformes à la transformation que connaissait la société espagnole grâce à une croissance économique importante depuis qu'en 1959, avec l'approbation du plan de stabilisation, le modèle autarcique avait été abandonné (selon les aperturistas, le développement économique devait être suivi d'un développement politique)[6]. Les aperturistas provenaient du Movimiento et leurs principaux représentants étaient trois ministres : Manuel Fraga Iribarne, ministre de l'Information et du Tourisme, Fernando María Castiella, ministre des Affaires étrangères, et José Solís Ruiz, ministre-secrétaire général du Movimiento et délégué national des syndicats . Ce dernier, profitant des deux postes importants qu'il occupait, entreprit de revitaliser le Mouvement, alors pratiquement limité à une structure bureaucratique, en l'ouvrant à la participation populaire par la création d'« associations politiques » en son sein, ainsi qu'en favorisant la participation des travailleurs à travers l'Organisation syndicale, l'objectif final étant d'élargir la base sociale du régime[7],[8]. Une partie des partisans de l'ouverture, parmi lesquels Solís Ruiz, et peut-être Fraga, s'opposaient à la « solution monarchique » de Carrero Blanco et misaient sur un système présidentialiste proche du gaullisme (c'est-à-dire assurrer la continuité du régime avec un militaire faisant office de « régent » ; un candidat possible était le général Muñoz Grandes, mais il n'était pas en bonne santé, et de fait mourut en 1970)[9].

Selon l'historien Borja de Riquer, la différence entre « immobilistes » et « aperturistas » résidait dans leur interprétation différente des changements sociaux et des contestations politique et sociale qui se présentaient en Espagne. Les premiers estimaient que pour faire face à la « subversion », il fallait réaffirmer « les principes fondamentaux du régime, et non le dénaturer par des réformes qui finiraient par conduire à sa chute » ; les seconds pensaient que « le fossé entre les structures politiques actuelles et la réalité sociale et culturelle espagnole imposaient au régime de s'adapter aux temps nouveaux pour éviter une crise provoquée par l'anachronisme croissant du franquisme ».
Le succès le plus important des aperturistas fut l'approbation de la loi sur la presse de 1966, promue par Fraga. Cependant, José Solís échoua à mettre en place le statut des associations du Movimiento, les élections des délégués et jurys syndicaux étant détournées par les Commissions ouvrières, clandestines et antifranquistes, pour étendre leur influence au sein de l'organisation syndicale,. En revanche, les « immobilistes » obtinrent pour leur part deux succès très importants dans leur projet politique : l'approbation de la loi organique de l'État de 1967 et la nomination en juillet 1969 par Franco de Juan Carlos de Bourbon à sa succession, qui prêta immédiatement serment sur la loi des principes du Mouvement national et reçut le titre de prince d'Espagne (et non celui de prince des Asturies, qui avait été le titre traditionnel de l'héritier du trône espagnol). Le triomphe des immobilistes fut absolu lorsqu'en octobre 1969 — après l'éclatement du scandale Matesa — Franco donna carte blanche à Carrero Blanco pour former un nouveau gouvernement dont il occupa la vice-présidence ; il nomma un cabinet composé presque exclusivement de « technocrates » opusdéiste et en profita pour se débarrasser des trois ministres aperturistas (Fraga, Castiella et Solís Ruiz). Le nouveau ministre-secrétaire général du Movimiento fut le phalangiste Torcuato Fernández Miranda — ancien précepteur du prince Juan Carlos —, qui, sur ordre de Franco, enterra le projet des associations politiques, que le Caudillo et Carrero considéraient comme l'antichambre des partis politiques, qu'ils détestaient par principe,. Peu de temps après la formation du nouveau gouvernement « monocolore », la célébration traditionnelle de la fondation de la Phalange espagnole au Teatro de la Comedia fut supprimée et l'année suivante, la dénomination de FET y de las JONS — le parti unique de la dictature —n'étaient plus utilisés pour se référer au Movimiento nacional.

## Histoire

### Franquisme tardif (1966-1975)
Le 14 décembre 1966 — le jour même du référendum sur la loi organique de l'État (es) —, le numéro 0 de l'hebdomadaire Fuerza Nueva (FN) était publié dans le but de s'opposer aux projets des aperturistas qu'il accusait de trahir les principes idéologiques du régime franquiste, ainsi qu'aux membres du clergé qui s'éloignaient du national-catholicisme en suivant la nouvelle doctrine du concile Vatican II. À cette fin, selon José Luis Rodríguez Jiménez, FN propose de réunir « les courants phalangistes pleinement identifiés au franquisme et les secteurs encore liés à l'intégrisme catholique » dans le but ultime de « rendre possible la continuité du système d'organisation politique à la mort du fondateur du régime ». Le groupe fondateur de FN avait surgi d'une réunion tenue au couvent de San Miguel de la Victoria à Priego (Cuenca), que Blas Piñar avait convoquée en 1964. Les participants y discutèrent d'un plan « pour clarifier les idées avec une vision surnaturelle et [...] lutter contre les forces du mal à l'échelle universelle ». La revue trouva un grand écho auprès de certains secteurs de l'Armée.

Logo du groupe Fuerza Nueva, qui en tant que partie intégrante du « bunker » s'opposa radicalement à toute tentative d'« ouverture » du franquisme.

La posture « immobiliste » initiale évolua progressivement vers des positions involutionnistes, exigeant de faire marche arrière sur le plan des changements proposés (comme le statut des associations) et s'opposant radicalement à la libéralisation culturelle et des mœurs de la société espagnole (ce dont ils accusaient la loi Fraga ). En 1969, Blas Piñar, leader incontesté de Fuerza Nueva, déclara : « Nos principes ont été écrasés dans le courant par les dirigeants de la politique espagnole eux-mêmes ». Dans un article publié en août 1974, Piñar préconisait de réaliser « un réarmement idéologique et moral rigoureux » et de créer « une mystique de combat contre la subversion dévastatrice » (en allusion à l'essor de l'antifranquisme ). Un an plus tôt, Piñar avait écrit que la philosophie du franquisme « se fonde sur l'inamovilité constitutionnelle absolue si elle prétend être authentique », considérant que c'était « une erreur de croire que le Système reçoit sa perfection politique et sémantique à travers des conquêtes de liberté d'expression, d'ouverture, d'opinion ».
Comme le secteur « immobiliste » (et le régime franquiste dans son ensemble), FN considérait que le gouvernement et la nation étaient menacés par la « subversion communiste » (dans l'un des premiers numéros du magazine Blas Piñar avait déjà averti que « les groupes subversifs ont aujourd'hui une capacité de manœuvre dont ils manquaient »). Précisément, le premier livre publié par la maison d'édition de Fuerza Nueva — Qué es el comunismo (« Qu'est-ce que le communisme ») de Blas Piñar lui-même — était consacré à ce thème. Dans celui-ci, Piñar affirmait que la « conspiration » communiste agissait « de l'intérieur » et que les dirigeants communistes « ont été aidés par Lucifer à étendre leur domination », et soulignait de plus que le communisme était la création d'une branche du judaïsme. Pour mettre fin à la « subversion communiste », Piñar en appelait à l'Armée et aux « vertus militaires » (« honneur, discipline, dévouement et sacrifice ») qu'était censée assumer une minorité civile désireuse de « sauver la patrie ». En juin 1971, Piñar déclara aux délégués de FN : « la seule formule authentique, noble, galante, virile, sûre de la victoire, est la formule du 18 juillet et du 1er avril : savoir où est l'ennemi, l'anéantir et le détruire ». La une de l'exemplaire de la revue du 9 mars 1974 titrait : « L'armée doit être politique ». Un éditorial de juin 1974 déclarait : « l'alerte pour l'Espagne ne doit jamais prendre fin, afin que ne prolifère pas guerre idéologique inachevée qui puisse répéter un autre 36 (es) ». Les pages de la revue insistaient sur le fait que « en Espagne, nous souffrons d'une crise d'identité de notre propre État ».
À partir de 1968, Fuerza Nueva commença à s'organiser comme une association politique secrète, profitant de son vaste réseau de délégués, qui entretenaient des relations étroites avec les groupes falangistes et traditionalistes et avec les confréries d'anciens combattants franquistes, et qui chaque année célébraient des séries de conférences présidées par Blas Piñar. En outre, Piñar, qui depuis 1958 était membre du conseil national du Movimiento et procurador aux Cortès franquistes par nomination directe de Franco, organisait des rassemblements dans toute l'Espagne. Dans ce travail de diffusion de son idéologie, il obtint le soutien de certains états-majors provinciaux et locaux du Movimiento et eut apparemment aussi les sympathies de l'amiral Carrero Blanco, président du gouvernement de facto (Carrero en vint à le proposer comme ministre de Justice mais Franco l'avait rejeté, affirmant : « c'est un exalté »).

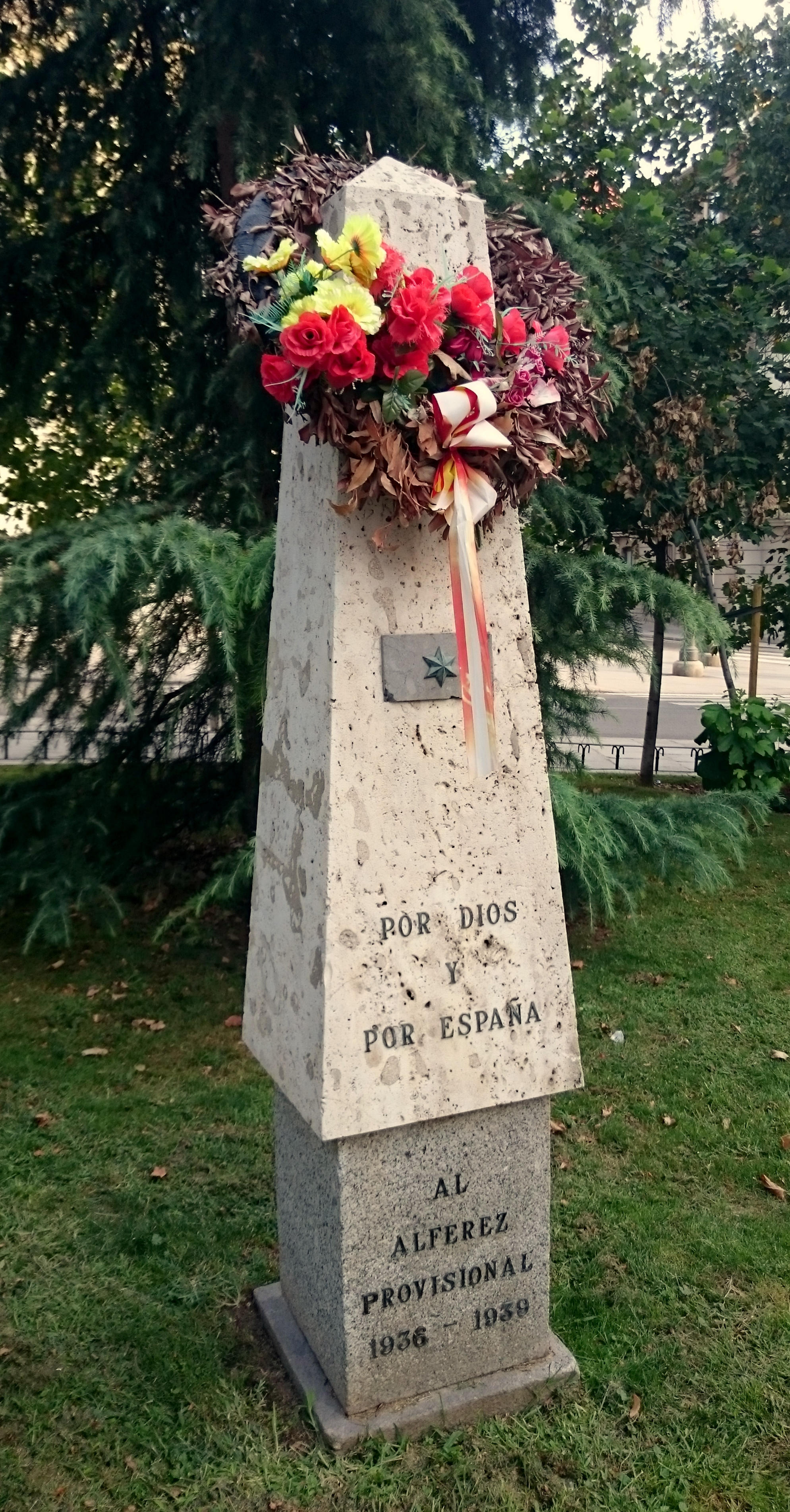
Monolithe érigé à Madrid en 1965 en l'honneur des alféreces provisoires ayant combattu dans le camp franquiste « pour Dieu et pour l'Espagne ».

Vers 1970, commença la mobilisation des associations d'anciens combattants franquistes — la plus notable étant la Confrérie des alféreces provisoires — en réponse à l'essor des conflits sociaux et politiques en grande partie motivé par le croissance de l'opposition au franquisme, avec l'objectif de s'opposer aux projets aperturistas. Le leader et grand promoteur de la mobilisation était l'ancien ministre du Travail et camisa vieja José Antonio Girón de Velasco, qui avait décidé de revenir sur le devant de la scène politique après avoir abandonné sa retraite à Fuengirola. Il avait le soutien inconditionnel des journaux El Alcázar et Pueblo : ce dernier le décrivait « comme intégrateur des différences internes, comme un homme d'État expérimenté et comme un homme politique prudent et sagace ». En 1970, il réussit à obtenir du général Franco d'être désigné membre du Conseil du Royaume et en mai 1972, il fit irruption sur la scène politique avec un discours prononcé à Valladolid qui eut un grand retentissement parmi les secteurs franquistes — il fut reproduit dans son intégralité dans un supplément spécial de El Alcázar —. Comme Girón l'expliqua des années plus tard dans ses mémoires, le but du discours était « de recanaliser la Phalange à l'intérieur régime » (il y écrivit également que « le Caudillo avait pleinement accepté le texte » ; et de fait, il reçut Girón peu de temps après au  palais du Pardo). Après avoir rejeté le « pluripartisme », car il le considérait comme « catastrophique » pour l'Espagne, et défini l'Armée comme une « garantie et sauvegarde de la Patrie », Girón prôna la formation de « trois tendances » au sein du Mouvement — « la première plus progressiste et révolutionnaire ; la seconde, plus conservatrice et traditionnelle, et la troisième, plus tempérée » — car « la succession de Franco ne pourra pas fonctionner, elle manquera de sève, sans la canalisation ordonnée de la diversité des interprétations » « de l'idéologie du Movimiento ».
Après l'assassinat de Carrero Blanco en décembre 1973 et le début d'une ouverture très modérée par le nouveau gouvernement présidé par Carlos Arias Navarro, Girón franchit un pas décisif et en juillet 1974 la Confédération nationale des anciens combattants fut fondée. L'article premier de ses statuts, approuvés par le Conseil national du Movimiento le 22 juillet, disait que son objectif était « de coordonner et renforcer les activités des différentes confréries et associations d'anciens combattants dans l'idéal commun de survie et de solidité des principes du 18 juillet, et surtout d'en assurer la transmission, comme le legs le plus précieux aux nouvelles générations ». En novembre, Girón fut élu président de la Confédération (parmi ses membres figurait le lieutenant-général Tomás García Rebull ) et en juin 1975 , El Alcázar devient son journal (un journal qui depuis qu'il avait été en 1971 repris par le falangiste Antonio Gibello était déjà le porte-parole de l'extrême droite en Espagne). La présidence de la société éditrice était occupée par le général Jaime Milans del Bosch et la vice-présidence par Girón (plusieurs généraux étaient membres de son conseil d'administration et des membres importants de FN). Antonio Gibello resta directeur.
Auparavant, Girón avait fait irruption sur la scène politique espganole en publiant un article retentissant dans Arriba, journal officiel falangiste, le 28 avril 1974, trois jours seulement après le triomphe au Portugal voisin de la révolution des Œillets qui avait mis fin à la dictature de Salazar, la plus vielle du continent européen. Dans cet article, qui fut connu sous le nom de gironazo — littéralement, le « coup de Girón » —, il s'en prenait aux velléités aperturistas du gouvernement Arias Navarro et rappelait la victoire franquiste dans la guerre civile comme fondement de le légitimité du régime,.
Le gironazo fut très applaudi par tous les secteurs « ultras » (Fuerza Nueva reprit la thèse de ne pas laisser oublier le « sacrifice des morts ») et Girón ne fut pas démis de ses fonctions de membre du Conseil du Royaume ou du Conseil national du Movimiento, qui fut interprété comme une approbation tacite de la part de Franco. Cinq mois plus tard, ce fut au tour de Blas Piñar de donner son piñarazo. Le 13 septembre, une attaque brutale d'ETA causait la mort de 12 personnes — et en blessait plus de 80 — avec une bombe placée dans la cafétéria Rolando de la calle del Correo de Madrid, à côté de la Puerta del Sol, lieu habituellement fréquenté par des policiers de la Direction générale de la sûreté, située à proximité. L'attentat fut utilisée par l'extrême droite pour faire pression sur le gouvernement, dont le président Carlos Arias Navarro se défendit en critiquant l'attitude de « certains secteurs, enclins à s'ancrer dans la nostalgie ». Piñar répondit avec un article intitulé « M. le Président », publié le 27 septembre dans sa revue :

M. le Président, nous nous auto-excluons de votre politique. [...] Nous ne pouvons pas, après ce que vous avez dit, collaborer avec vous, pas même dans l'opposition... Nous ne voulons pas vous obéir ni vous accompagner. Mais regardez bien ceux qui vous accompagnent et où ils vous accompagnent. Demandez-vous si vous êtes dirigé ou poussé. Et ne vous plaignez pas à la fin si vous observez comment ce type de démocratisation dont nous avons tant besoin se lève au-dessus d'une légion de cadavres, dont ils sont une annonce et un aperçu, lorsque cette démocratisation commence, ceux qu'on a extrait des décombres, le 13 septembre, du cœur même de la capitale de l'Espagne.
Quelques semaines plus tard, c'est la Confédération nationale des anciens combattants qui présente ses membres comme « combattants de l'Espagne ». « Nous partons du fait irrévocable du 18 juillet 1936 [...] Nous ne sommes pas des anciens combattants. Nous sommes des combattants de l'Espagne et de la révolution nationale. [...] Pour toutes ces raisons nous aspirons à ce que le régime politique auquel nous sommes fidèles tienne son engagement révolutionnaire. Dans cet ordre, la paix est possible. Mais sans justice, la paix n'est ni possible ni souhaitable. Le 16 novembre, c'est Girón lui-même qui, au nom de la Confédération, utilisait à nouveau un ton menaçant : « La même responsabilité qui pour des raisons d'honneur nous a fait prendre le maquis en 1936 nous incombe. [...] C'est le devoir de barrer la route à ceux qui veulent nous arracher la victoire qui nous anime ».

### Transition (1975-1982)

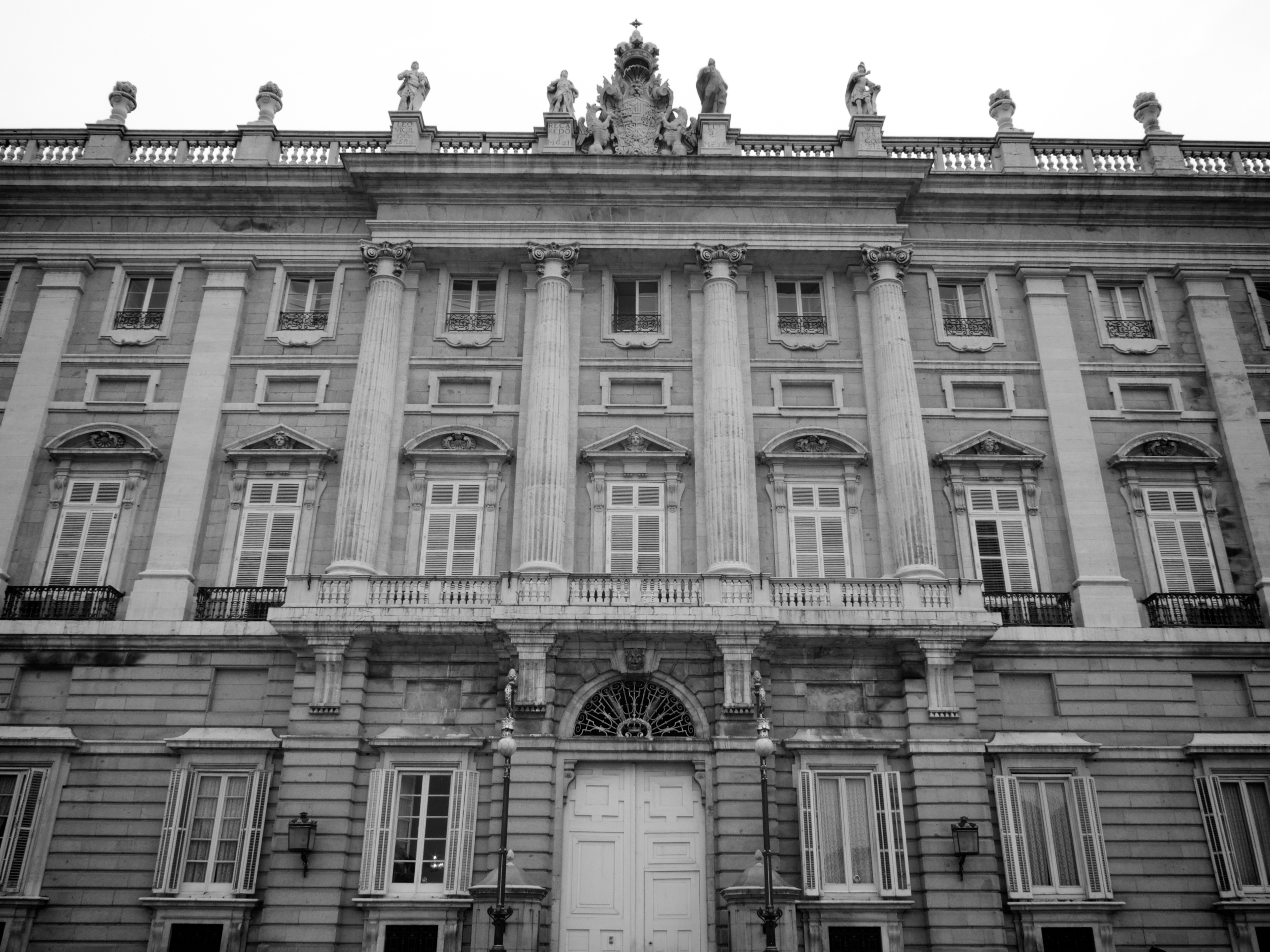
Balcon de la façade est du palais d'Orient où le général Franco prononça son dernier discours le 1Er octobre 1975 devant la foule rassemblée en hommage à sa personne et en soutien contre les réactions internationales de condamnation des exécutions du 27 septembre.

Le 20 novembre 1976, premier anniversaire de la mort du dictateur Franco, la Confédération nationale des anciens combattants, avec le soutien de Fuerza Nueva, organisa un acte sur la place d'Orient de Madrid en hommage au Caudillo (qui serait reconduit les années suivantes et connu sous le nom de 20N). Sur les pamphlets distribués dans la capitale pour convoquer la concentration, on lisait ce qui suit :

« Espagnols !!
Le 20 novembre 1975, Franco nous a offert son dernier message :
Il nous demandait unité, persévérance dans la justice, entente commune et amour de l'Espagne.
Le 20 novembre 1976, nous irons sur la place d'Orient pour proclamer devant le monde que les Espagnols n'oublient pas ce mandat.
En mémoire du Caudillo mort, unis-toi à nous.
Pour l'Espagne, en avant !
1 h 30 de l'après-midi.
Confédération nationale des combattants. »

N'ayant pas réussi à empêcher l'approbation de la loi pour le réforme politique qui ouvrait les portes à la convocation des premières élections démocratiques depuis février 1936, José Antonio Girón de Velasco, chef de la Confédération nationale des anciens combattants, lança un appel à la fin de mars 1977 pour la formation d'un « bloc national ferme et monolithique qui sortira le pays du bourbier » (c'est-à-dire l'union de toutes les forces néo-franquistes), il échoua. Le 7 mai, Girón, déjà très épuisé physiquement, publia une lettre en première page de El Alcázar dans laquelle il déclarait : « Je considère qu'en cette heure de confusion inévitable, tout ce qui contribue à clarifier le spectre politique, sera en tout cas sain. Les anciens combattants choisiront librement ceux qu'ils jugeront les plus idoines pour la fonction qui les attend au service de la patrie, sans que leur président penche pour une tendance ou une autre ». Cette déclaration fut interprétée comme un soutien tacite à Alianza Popular, alors « la principale force politique d'un néo-franquisme rénové ». Présidée par le réformiste franquiste et ancien ministre Manuel Fraga Iribarne, de nombreux anciens ministres et anciens procuradoes aux Cortès l'avaient progressivement rejoint, comme Laureano López Rodó, Cruz Martínez Esteruelas, Federico Silva Muñoz ou Gonzalo Fernández de la Mora.

Logo de la coalition Alianza Nacional 18 de Julio, composée de Fuerza Nueva et de la Falange Española de las JONS. Elle se présenta aux élections de juin 1977 sans remporter aucun siège.

Pour sa part, FN opta pour la formation d'une coalition électorale avec Falange Española de las JONS qui adopta significativement le nom d'« Alliance nationale du 18 juillet » et qui avait le soutien théorique de la Communion traditionaliste (parti carliste portant allégeance au prétendant François-Xavier). Cependant, l'Alliance nationale n'obtint que 154 413 voix, 0,84 % des suffrages exprimés lors des élections du 15 juin, et aucune représentation parlementaire.
Pour les élections suivantes de mars 1979, convoquées après l'approbation de la nouvelle Constitution par référendum, Blas Piñar entreprit de former une coalition plus large et tenta d'enrôler les anciens ministres franquistes Federico Silva Muñoz, chef d'Union Democrática Española, et Gonzalo Fernández de la Mora, leader d'Unión Nacional Española, qui venait de quitter Alianza Popular (AP) après que ce parti présidé par Manuel Fraga Iribarne recommanda de voter « oui » au référendum sur la Constitution, mais tous deux rejetèrent l'offre. Fraga Iribarne fit tout ce qu'il put pour que Silva Muñoz et Fernández de la Mora reviennent à l'Alianza Popular, ou du moins qu'ils ne rejoignent pas les mouvements « orientés vers des visions nostalgiques, d'un monde qui ne peut pas revenir », en référence à FN. Fraga s'était alors engagé à faire d'AP « une droite moderne, constitutionnelle, progressiste, viable, à sa place dans le contexte européen » et qui agisse « dans le cadre de la Constitution, pour la réformer lorsque son jour viendrait, et réussir son développement correct », « en renonçant une fois pour toutes aux tentations [...] d'intégrisme dans les finalités sociales et de putschisme ou de révisionnisme total dans les méthodes politiques ». Silva Muñoz et Fernández de la Mora ne revinrent pas non plus à AP.

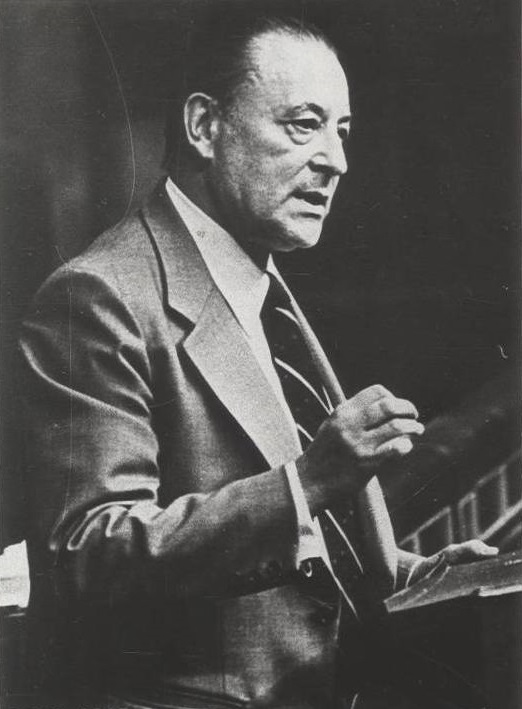
Blas Piñar au Congrès des députés.

Finalement, Piñar forma la coalition Unión Nacional, formée de FN, de Falange Española de las JONS, ainsi que des Cercles doctrinaux José Antonio, de la Confédération nationale des anciens combattants et le Regroupement des jeunesses traditionalistes. La coalition néo-franquiste n'obtint que 414 071 votes (2.3 % des voix exprimées), mais les 110 730 obtenus dans la circonscription de Madrid permirent à Blas Piñar, tête de liste, d'obtenir un siège au Congrès. Outre le plein soutien qu'il avait reçu du journal d'extrême droite prônant le putschisme El Imparcial, un autre des facteurs clés possibles pour expliquer le succès de Piñar à Madrid est le transfert probable des voix d'AP, que le chef de FN avait fustigé sans relâche pendant la campagne électorale, la décrivant comme une « droite honteuse » et Fraga comme une « personnalité politique méprisable » qui faisait partie de la « conspiration anti-espagnole internationale ». Le transfert des voix de l'Alianza Popular (AP) à l'Unión Nacional fut reconnu par le secrétaire général adjoint d'AP, qui l'expliqua par la décision du parti de demander le vote « oui » au référendum de 1978 sur la Constitution : « un secteur de notre électorat, le plus radical et ultramontain, a subi une profonde déception, il n'a pas su ou pas voulu comprendre les raisons qui avaient motivé notre position, et a cessé de nous apporter son soutien ».
Le siège obtenu par Blas Piñar serait le seul qu'un parti néo-franquiste (ou néo-fasciste) obtiendrait dans l'histoire de la démocratie espagnole (il ne renouvela pas aux élections suivantes). Lors des élections générales d'octobre 1982, FN se présenta en solitaire et n'obtint que 20 139 votes dans la circonscription de Madrid qui, ajoutés à ceux obtenus par le reste des candidatures d'extrême droite (11 496), supposent que l'extrême droite avait perdu à Madrid 80 000 électeurs par rapport à 1977 — 300 000 dans toute l'Espagne —. L'explication en était simple : vingt mois plus tôt avait eu lieu le coup d'État manqué du 23-F (l'une des candidatures était Solidaridad Española, dont la tête de liste pour Madrid était l'ancien putschiste le lieutenant-colonel Antonio Tejero et qui  obtint 8 994 suffrages). Cette débâcle de 1982 confirma l'idée que le néo-franquisme politique n'était qu'une force résiduelle.
FN annonça sa dissolution un mois seulement après la tenue des élections (choisissant la date symbolique du 20 novembre), déplorant un « manque de soutien moral et matériel de la part des institutions [...] [et] l'incompréhension de ceux qui, idéologiquement, [...] devaient rester les plus proches de nous ».

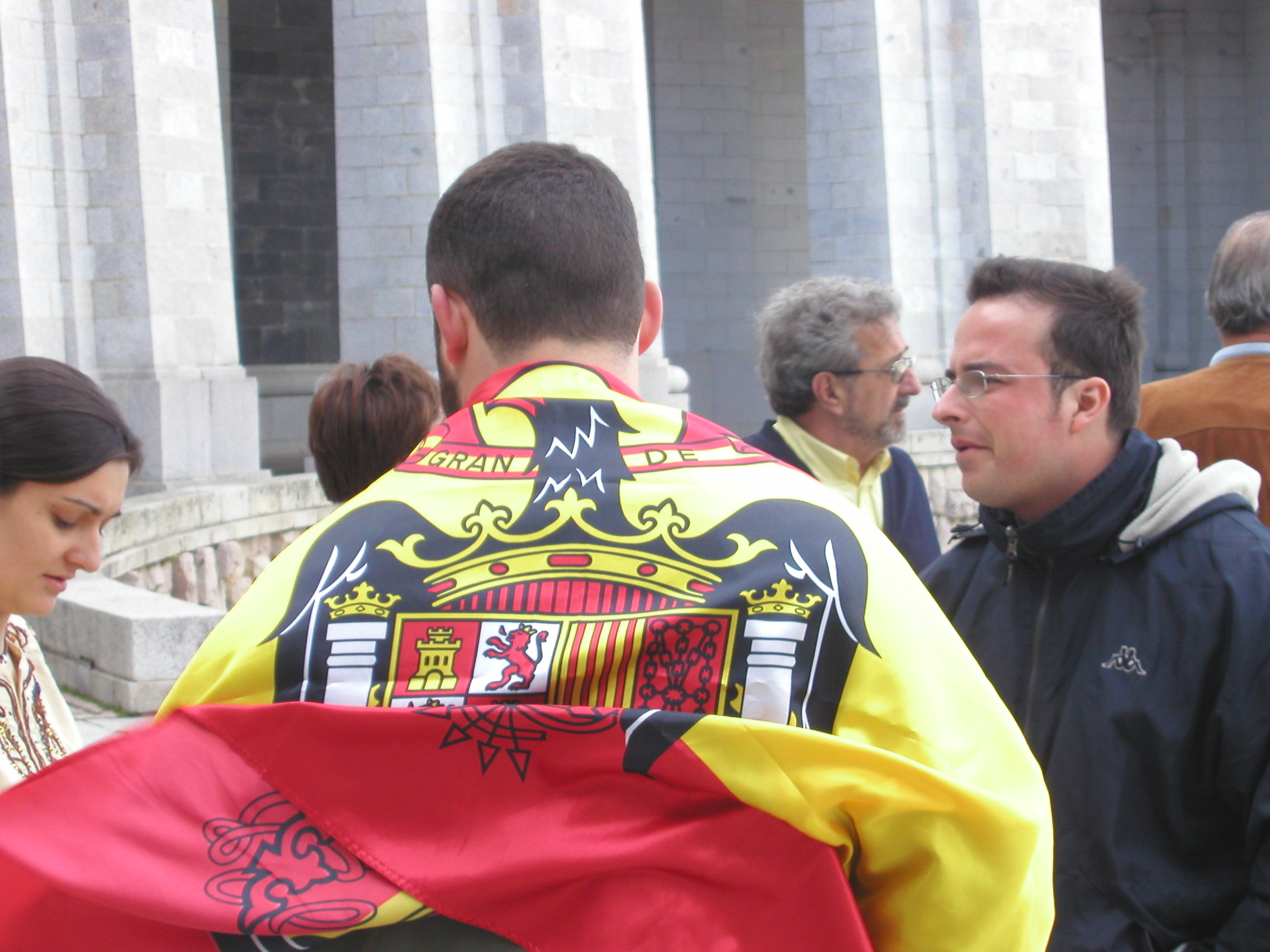
Visiteurs néofranquistes du Valle de los Caídos portant un drapeau franquiste.

Cependant, le parti ne disparut pas totalement car il fut remplacé par une série d'associations provinciales, comme celle fondée à Madrid en février 1983 sous le nom de Centre d'études sociales, politiques et économiques, présidé par Blas Piñar. Son siège social était situé dans le bâtiment Fuerza Nueva Editorial. Celle de Barcelone fut nommée Adelante España et celle de Valence Unión Hispana.
Ce même mois de février 1983, la camisa vieja et ancien ministre de Franco Raimundo Fernández Cuesta, âgé 86 ans, démissionnait de la direction nationale de Falange Española de las JONS, alléguant « une certaine fatigue, plus que morale physique, due aux intrigues, murmures, critiques, manque de collaboration et même les demandes directes de ma démission par certaines personnes ou secteurs de la Phalange ». Il fut remplacé par Diego Márquez qui  tenta de marquer des différences entre la Phalange et Fuerza Nueva. L'année suivante, une crise interne éclata lorsque Márquez refusa que le parti fasse la traditionnelle offrande d'une couronne sur la tombe de Franco à l'occasion du « 20N ». Vingt-quatre conseillers nationaux opposés à la décision furent démis de leurs fonctions par Márquez de façon fulminante. « Ainsi, les représentants les plus importants de sa deuxième période, dont plusieurs étaient issus de la Phalange de l'étape républicaine, disparaissaient de la tête du parti, et avec eux son principal soutien économique ».
Le néo-franquisme récolta un double échec : il n'avait pas été en mesure d'empêcher la transition vers un système démocratique, ni de s'organiser pour agir en son sein et concourir à des élections libres. Cela était dû, selon José Luis Rodríguez Jiménez, à son incapacité à s'adapter au changement culturel et de valeurs que la société espagnole avait connus (les conditions n'étaient pas en place pour rendre possible « le succès électoral des forces politiques liées au néo-franquisme ou au néo-fascisme »), au souvenir de la guerre civile (excité par les néo-franquistes eux-mêmes) qui avait rendu suspects les discours extrémistes (les programmes des partis néo-franquistes ne différaient guère de ceux du premier franquisme), au fait qu'il avait centré « sa propagande sur un prétendu chaos du système démocratique » qui ne s'était en réalité jamais produit, qu'« il n'avait élaboré aucun type d'analyse sur ce que pourrait signifier la transition du régime autoritaire franquiste à une démocratie parlementaire au sein d'une monarchie constitutionnelle, et sur la manière d'y faire face. Il n'avait qu'un objectif : empêcher ce processus d'avoir lieu », si bien qu'il manquait d'une stratégie électorale (son immobilisme idéologique était absolu : ils n'avaient pas voulu reconnaître qu'« il n'y avait pas de place pour le franquisme après Franco, et encore moins pour l'extrême droite néo-franquiste »).